# Glatzer Tschechisch
Als Glatzer Tschechisch wird das tschechische Idiom der Bewohner des sogenannten Böhmischen Winkels in der ehemaligen Grafschaft Glatz bezeichnet.
Der Böhmische Winkel gehörte seit 1477 zum Glatzer Land und ab dem Hubertusburger Frieden 1763 zu Preußen. Im Gegensatz zu anderen Ortschaften des Glatzer Landes sprach ein Großteil der Bevölkerung des Böhmischen Winkels bis in die Neuzeit neben Deutsch auch ein altertümliches Tschechisch, das Idiome des 18. und des frühen 19. Jahrhunderts aufwies. Diese Besonderheit wird dadurch erklärt, dass mit der Angliederung des Gebietes 1763 an Preußen auch die tschechischsprachigen Bewohner preußische Staatsbürger wurden. Die bis dahin politisch unbedeutende Grenzlinie zu Böhmen wurde nunmehr eine Staatsgrenze. Nachfolgend nahm das tschechische Idiom der autochthonen Bevölkerung des Böhmischen Winkels nicht mehr an der Sprachentwicklung des Tschechischen teil. Den meisten Bewohnern fehlte zudem die Kenntnis der tschechischen Schriftsprache.
Der Regiolekt des Böhmischen Winkels weist archaische grammatikalische Formen auf (Spuren des alten Aorists, Plusquamperfekt, andere Wortstellung und ein reicheres System von Partizipien). Er ist mit dem früheren tschechischen Dialekt um Náchod und Politz verwandt, der teilweise auch die sprachlichen Besonderheiten der Habsburgermonarchie aufnahm. Nach 1763 wirkten auf den Regiolekt auch die schlesischen Dialekte des Deutschen, vor allem der Glätzischen  Mundart, ein.
Der Regiolekt des Böhmischen Winkels existiert heute infolge der Vertreibung des Großteils der ansässigen Bevölkerung nach dem Zweiten Weltkrieg nicht mehr. Er wurde jedoch in den Jahren vor und nach dem Ersten Weltkrieg durch den Volkskundler Josef Kubín gut erforscht und dokumentiert. Auch spätere Wissenschaftler haben sich mit diesem Regiolekt befasst und Sprachbeispiele aufgezeichnet.
Weitere isolierte tschechische Regiolekte der slawischsprechenden Bevölkerung bildeten sich durch die politische Trennung von Böhmen auch in den schlesischen Gebieten um Oppeln und Ratibor, die seit 1742 zu Preußen gehörten, sowie im Hultschiner Ländchen aus. Sie sind nicht identisch mit dem Idiom des Böhmischen Winkels und sind bis heute nur spärlich wissenschaftlich erforscht.